# Calamotropha yamanakai
Calamotropha yamanakai là một loài bướm đêm trong họ Crambidae.